# Репнин, Андрей Васильевич
Андрей Васильевич Репнин (ок. 1530 — после 1584) — князь, стольник наместник и воевода во времена Ивана Грозного.

## Биография
В 1545 году участвовал в первом походе на Казань среди голов передового полка.
Зимой 1562—1563 упоминался в свите царя Ивана Грозного в походе к Полоцку в качестве рынды.
В сентябре 1563 года отправлен воеводой в Карачев вместо князя Михаила Жижемского.
В мае 1565 года «по крымским вестем» прислан в Калугу в Большой полк князю Ивану Бельскому 1-м головой.
В 1566 году полковой воевода в полку князя Ивана Дмитриевича Бельского, потом назначен вместо Фёдора Шереметева воеводой в Михайлов. Дворянин 1-й статьи, подписался на приговорной грамоте об отказе полякам в перемирии и продолжении войны (02 июля 1566).
В 1567 году — воевода в Пронске на случай вторжения крымцев.
В 1568 году вместе с князем Фёдором Трубецким стоял на Луках.
В 1569 году послан 2-м воеводой в Данков вместе с князем Никитой Одоевским.
В 1570 году первый воевода в Орле, затем примкнул к Большому полку и остаётся воеводой в Туле, откуда переведён в Путивль. В июле срочно по татарским вестем Путивильским наместником князем Петром Татевым направлен 2-м воеводой в Тулу к князю Ивану Голицыну.
Зимой 1570—1571 — 2-й воевода ертаульного полка в Новгородском походе, участвовал в опричном погроме города.
Весной 1572 года командовал полком левой руки под Коломной. Участвовал в разгроме войск хана Девлет-Герая в битве при Молодях.
Зимой 1572—1573 был 1-м воеводой ертаульного полка во время взятия шведской крепости Вейсенштейн, затем привёл полк в Новгород Великий.
Весной 1573 года направлен наместником в Путивль.
В мае 1574 года стоял с передовым полком c Петром Морозовым 2-м воеводой в Калуге, оставлен воеводой там же «для прихода крымских людей».
В 1574 года Репнин в полку правой руки при будущем царе Симеоне Бекбулатовиче, князе Никите Юрьеве и князе Михаиле Тюфякине участвовал в штурме шведского г. Пярну. 9 июля Пярну был взят, а князей Репнина, Михаила Тюфякина и Григория Долгорукого оставили в городе воеводами. В Пярнуе Репнин пробыл до 1576 года, после чего вместе с князем Василием Скопиным стоял в сторожевом полку. По возвращении царя в Псков, оставлен там одним из воевод.
В 1577 году ходил в Ливонию со сторожевым полком левой руки вместе с князем Семёном Пронским 2-м воеводой. Под командованием князя Ивана Мстиславского и князя Василия Голицына в полку левой руки участвовал в штурме польской крепости Венден.
В феврале 1578 году отправлен царём в немецким поход со сторожевым полком 2-м воеводой. В мае ходил к Полчеву с передовым полком 2-м воеводой.
В 1584 году стоял в сторожевом полку левой руки в Кашире.

## Семья
- Отец: Василий Иванович Меньшой — князь, воевода.
- Мать: Ховрина, Софья Юрьевна — дочь Юрия Дмитриевича Грязного Ховрина
- Сын: Александр Андреевич (ум. ок. 1612) — князь, дворянин московский и воевода.